# Titiotus
Titiotus là một chi nhện trong họ Zoropsidae.

## Các loài

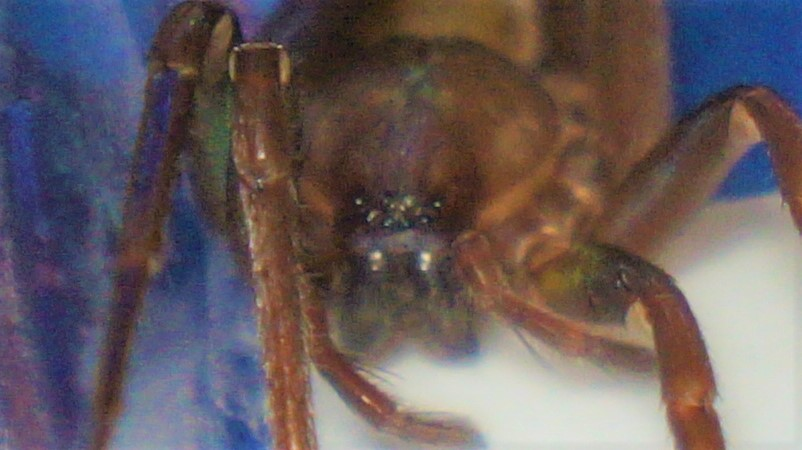
Mắt của một loài Titiotus sp.

- Titiotus californicus Simon, 1897T – USA
- Titiotus costa Platnick & Ubick, 2008 – USA
- Titiotus flavescens (Chamberlin & Ivie, 1941) – USA
- Titiotus fresno Platnick & Ubick, 2008 – USA
- Titiotus gertschi Platnick & Ubick, 2008 – USA
- Titiotus hansii (Schenkel, 1950) – USA
- Titiotus heberti Platnick & Ubick, 2008 – USA
- Titiotus humboldt Platnick & Ubick, 2008 – USA
- Titiotus icenoglei Platnick & Ubick, 2008 – USA
- Titiotus madera Platnick & Ubick, 2008 – USA
- Titiotus marin Platnick & Ubick, 2008 – USA
- Titiotus roadsend Platnick & Ubick, 2008 – USA
- Titiotus shantzi Platnick & Ubick, 2008 – USA
- Titiotus shasta Platnick & Ubick, 2008 – USA
- Titiotus tahoe Platnick & Ubick, 2008 – USA
- Titiotus tulare Platnick & Ubick, 2008 – USA